# Fotbal na Letních olympijských hrách 1984
Fotbalový turnaj na Letních olympijských hrách 1984 byl 16. oficiální fotbalový turnaj na olympijských hrách. Vítězem se stala francouzská fotbalová reprezentace. Turnaj byl poznamenán bojkotem ze strany zemí východního bloku, a proto také Československo, fotbalový vítěz OH 1980, nemohlo nastoupit a bylo nahrazeno olympijským týmem Itálie. Hrálo se na 4 stadionech v Annapolis, Bostonu, Pasadeně a Stanfordu.

## Kvalifikace
Hlavní článek: Kvalifikace na fotbalový turnaj na Letních olympijských hrách 1984
| - Afrika (CAF) - Kamerun - Egypt - Maroko - Asie (AFC) - Irák - Saúdská Arábie - Katar - Severní, Střední Amerika a Karibik (CONCACAF) - Kanada - Kostarika - Jižní Amerika (CONMEBOL) - Brazílie - Chile |  | - Evropa (UEFA) - Francie - Itálie (nahradila Československo, obhájce titulu) - Norsko (nahradilo NDR) - SRN (nahradila Sovětský svaz) - Jugoslávie - Hostitel - USA |

## Základní skupiny

### Skupina A
| Tým     | Z | V | R | P | VG | IG | +/- | B |
| ------- | - | - | - | - | -- | -- | --- | - |
| Francie | 3 | 1 | 2 | 0 | 5  | 4  | +1  | 4 |
| Chile   | 3 | 1 | 2 | 0 | 2  | 1  | +1  | 4 |
| Norsko  | 3 | 1 | 1 | 1 | 3  | 2  | +1  | 3 |
| Katar   | 3 | 0 | 1 | 2 | 2  | 5  | -3  | 1 |

| 29. července 1984 19:30 |        |       |                                                              |
| Norsko                  | 0 : 0  | Chile | Harvard Stadium, Boston diváci: 25 000 rozhodčí: David Socha |
|                         | Report |       | Harvard Stadium, Boston diváci: 25 000 rozhodčí: David Socha |

| 29. července 1984 19:30 |        |                       |                                                                                             |
| Francie                 | 2 : 2  | Katar                 | Navy-Marine Corps Memorial Stadium, Annapolis diváci: 29 240 rozhodčí: Romualdo Arppi Filho |
| Garande 43' Xuereb 61'  | Report | Al-Muhannadi 55', 60' | Navy-Marine Corps Memorial Stadium, Annapolis diváci: 29 240 rozhodčí: Romualdo Arppi Filho |

| 31. července 1984 19:00 |        |                 |                                                              |
| Norsko                  | 1 : 2  | Francie         | Harvard Stadium, Boston diváci: 27 832 rozhodčí: Volker Roth |
| Ahlsen 33'              | Report | Brisson 5', 56' | Harvard Stadium, Boston diváci: 27 832 rozhodčí: Volker Roth |

| 31. července 1984 19:00 |        |       |                                                                                           |
| Chile                   | 1 : 0  | Katar | Navy-Marine Corps Memorial Stadium, Annapolis diváci: 14 508 rozhodčí: Luis Paulino Siles |
| Baeza 52'               | Report |       | Navy-Marine Corps Memorial Stadium, Annapolis diváci: 14 508 rozhodčí: Luis Paulino Siles |

| 2. srpna 1984 19:00 |        |                 |                                                                 |
| Katar               | 0 : 2  | Norsko          | Harvard Stadium, Boston diváci: 17 529 rozhodčí: Bester Kalombo |
|                     | Report | Vaadal 21', 52' | Harvard Stadium, Boston diváci: 17 529 rozhodčí: Bester Kalombo |

| 2. srpna 1984 19:00 |        |             |                                                                                   |
| Chile               | 1 : 1  | Francie     | Navy-Marine Corps Memorial Stadium, Annapolis diváci: 28 114 rozhodčí: Jan Keizer |
| Santis 9'           | Report | Lemoult 50' | Navy-Marine Corps Memorial Stadium, Annapolis diváci: 28 114 rozhodčí: Jan Keizer |

### Skupina B
| Tým        | Z | V | R | P | VG | IG | +/- | B |
| ---------- | - | - | - | - | -- | -- | --- | - |
| Jugoslávie | 3 | 3 | 0 | 0 | 7  | 3  | +4  | 6 |
| Kanada     | 3 | 1 | 1 | 1 | 4  | 3  | +1  | 3 |
| Kamerun    | 3 | 1 | 0 | 2 | 3  | 5  | -2  | 2 |
| Irák       | 3 | 0 | 1 | 2 | 3  | 6  | -3  | 1 |

| 30. července 1984 19:30 |        |           |                                                                     |
| Kanada                  | 1 : 1  | Irák      | Harvard Stadium, Boston diváci: 16 730 rozhodčí: Jesús Palacio Díaz |
| Gray 70'                | Report | Saeed 83' | Harvard Stadium, Boston diváci: 16 730 rozhodčí: Jesús Palacio Díaz |

| 30. července 1984 19:00   |        |           |                                                                                   |
| Jugoslávie                | 2 : 1  | Kamerun   | Navy-Marine Corps Memorial Stadium, Annapolis diváci: 15 010 rozhodčí: Jan Keizer |
| Nikolić 39' Cvetković 70' | Report | Milla 32' | Navy-Marine Corps Memorial Stadium, Annapolis diváci: 15 010 rozhodčí: Jan Keizer |

| 1. srpna 1984 19:00 |        |      |                                                              |
| Kamerun             | 1 : 0  | Irák | Harvard Stadium, Boston diváci: 18 432 rozhodčí: David Socha |
| Bahoken 7'          | Report |      | Harvard Stadium, Boston diváci: 18 432 rozhodčí: David Socha |

| 1. srpna 1984 19:00 |        |        |                                                                                               |
| Jugoslávie          | 1 : 0  | Kanada | Navy-Marine Corps Memorial Stadium, Annapolis diváci: 20 000 rozhodčí: Mohammed Hossam El Din |
| Nikolić 76'         | Report |        | Navy-Marine Corps Memorial Stadium, Annapolis diváci: 20 000 rozhodčí: Mohammed Hossam El Din |

| 3. srpna 1984 19:00 |        |                               |                                                                  |
| Kamerun             | 1 : 3  | Kanada                        | Harvard Stadium, Boston diváci: 27 621 rozhodčí: Enzo Batbaresco |
| Mfédé 76'           | Report | Mitchell 43', 82' Vrablic 72' | Harvard Stadium, Boston diváci: 27 621 rozhodčí: Enzo Batbaresco |

| 3. srpna 1984 19:00  |        |                                   |                                                                                       |
| Irák                 | 2 : 4  | Jugoslávie                        | Navy-Marine Corps Memorial Stadium, Annapolis diváci: 24 430 rozhodčí: Toshikazu Sano |
| Saeed 17' Shihab 43' | Report | Deverić 55', 76', 87' Nikolić 86' | Navy-Marine Corps Memorial Stadium, Annapolis diváci: 24 430 rozhodčí: Toshikazu Sano |

### Skupina C
| Tým            | Z | V | R | P | VG | IG | +/- | B |
| -------------- | - | - | - | - | -- | -- | --- | - |
| Brazílie       | 3 | 3 | 0 | 0 | 6  | 1  | +5  | 6 |
| SRN            | 3 | 2 | 0 | 1 | 8  | 1  | +7  | 4 |
| Maroko         | 3 | 1 | 0 | 2 | 1  | 4  | -3  | 2 |
| Saúdská Arábie | 3 | 0 | 0 | 3 | 1  | 10 | -9  | 0 |

| 30. července 1984 19:30 |        |        |                                                                       |
| SRN                     | 2 : 0  | Maroko | Stanford Stadium, Palo Alto diváci: 23 228 rozhodčí: Tony Evangelista |
| Rahn 43' Brehme 52'     | Report |        | Stanford Stadium, Palo Alto diváci: 23 228 rozhodčí: Tony Evangelista |

| 30. července 1984 19:00                  |        |                |                                                             |
| Brazílie                                 | 3 : 1  | Saúdská Arábie | Rose Bowl, Pasadena diváci: 40 799 rozhodčí: Brian McGinlay |
| Gilmar Popoca 12' Silvinho 50' Dunga 59' | Report | Abdulláh 69'   | Rose Bowl, Pasadena diváci: 40 799 rozhodčí: Brian McGinlay |

| 1. srpna 1984 19:00 |        |     |                                                                    |
| Brazílie            | 1 : 0  | SRN | Stanford Stadium, Palo Alto diváci: 75 239 rozhodčí: Kyung-Bok Cha |
| Gilmar Popoca 86'   | Report |     | Stanford Stadium, Palo Alto diváci: 75 239 rozhodčí: Kyung-Bok Cha |

| 1. srpna 1984 19:00 |        |                |                                                              |
| Maroko              | 1 : 0  | Saúdská Arábie | Rose Bowl, Pasadena diváci: 36 909 rozhodčí: Edvard Sostarić |
| Merry 72'           | Report |                | Rose Bowl, Pasadena diváci: 36 909 rozhodčí: Edvard Sostarić |

| 3. srpna 1984 19:00 |        |                                                    |                                                                |
| Saúdská Arábie      | 0 : 6  | SRN                                                | Stanford Stadium, Palo Alto diváci: 26 242 rozhodčí: Ioan Igna |
|                     | Report | Schreier 8', 66' Bommer 22', 72' Rahn 24' Mill 32' | Stanford Stadium, Palo Alto diváci: 26 242 rozhodčí: Ioan Igna |

| 3. srpna 1984 19:00 |        |                    |                                                                         |
| Maroko              | 0 : 2  | Brazílie           | Rose Bowl, Pasadena diváci: 49 355 rozhodčí: Arminio Victoriano Sánchez |
|                     | Report | Dunga 64' Kita 70' | Rose Bowl, Pasadena diváci: 49 355 rozhodčí: Arminio Victoriano Sánchez |

### Skupina D
| Tým       | Z | V | R | P | VG | IG | +/- | B |
| --------- | - | - | - | - | -- | -- | --- | - |
| Itálie    | 3 | 2 | 0 | 1 | 2  | 1  | +1  | 4 |
| Egypt     | 3 | 1 | 1 | 1 | 5  | 3  | +2  | 3 |
| USA       | 3 | 1 | 1 | 1 | 4  | 2  | +2  | 3 |
| Kostarika | 3 | 1 | 0 | 2 | 2  | 7  | -5  | 2 |

| 29. července 1984 19:30     |        |           |                                                                   |
| USA                         | 3 : 0  | Kostarika | Stanford Stadium, Palo Alto diváci: 78 000 rozhodčí: Joël Quiniou |
| Davis 23', 86' Willrich 35' | Report |           | Stanford Stadium, Palo Alto diváci: 78 000 rozhodčí: Joël Quiniou |

| 29. července 1984 19:30 |        |       |                                                            |
| Itálie                  | 1 : 0  | Egypt | Rose Bowl, Pasadena diváci: 37 430 rozhodčí: Gastón Castro |
| Serena 63'              | Report |       | Rose Bowl, Pasadena diváci: 37 430 rozhodčí: Gastón Castro |

| 31. července 1984 19:00                       |        |              |                                                                              |
| Egypt                                         | 4 : 1  | Kostarika    | Stanford Stadium, Palo Alto diváci: 20 645 rozhodčí: Antonio Márquez Ramírez |
| Khatib 32' Sayed 35' Soliman 62' Gadallah 71' | Report | Coronado 87' | Stanford Stadium, Palo Alto diváci: 20 645 rozhodčí: Antonio Márquez Ramírez |

| 31. července 1984 19:00 |        |     |                                                                  |
| Itálie                  | 1 : 0  | USA | Rose Bowl, Pasadena diváci: 63 624 rozhodčí: Abdul Aziz Al-Salmi |
| Baresi 58'              | Report |     | Rose Bowl, Pasadena diváci: 63 624 rozhodčí: Abdul Aziz Al-Salmi |

| 2. srpna 1984 19:00 |        |             |                                                                   |
| Egypt               | 1 : 1  | USA         | Stanford Stadium, Palo Alto diváci: 54 973 rozhodčí: Jorge Romero |
| Soliman 27'         | Report | Thompson 8' | Stanford Stadium, Palo Alto diváci: 54 973 rozhodčí: Jorge Romero |

| 2. srpna 1984 19:00 |        |        |                                                                |
| Kostarika           | 1 : 0  | Itálie | Rose Bowl, Pasadena diváci: 41 291 rozhodčí: Gebreysus Tesfaye |
| Rivers 33'          | Report |        | Rose Bowl, Pasadena diváci: 41 291 rozhodčí: Gebreysus Tesfaye |

## Play off

### Čtvrtfinále
| 5. srpna 1984 15:00 |                |       |                                                                     |
| Itálie              | 1 : 0 (prodl.) | Chile | Stanford Stadium, Palo Alto diváci: 67 349 rozhodčí: Brian McGinlay |
| Vignola 95'         | Report         |       | Stanford Stadium, Palo Alto diváci: 67 349 rozhodčí: Brian McGinlay |

| 5. srpna 1984 19:00 |        |       |                                                            |
| Francie             | 2 : 0  | Egypt | Rose Bowl, Pasadena diváci: 66 228 rozhodčí: Kyung-Bok Cha |
| Xuereb 29', 52'     | Report |       | Rose Bowl, Pasadena diváci: 66 228 rozhodčí: Kyung-Bok Cha |

| 6. srpna 1984 17:00 |                |              |                                                                         |
| Brazílie            | 1 : 1 (prodl.) | Kanada       | Stanford Stadium, Palo Alto diváci: 36 150 rozhodčí: Luis Paulino Siles |
| Gilmar Popoca 72'   | Report         | Mitchell 58' | Stanford Stadium, Palo Alto diváci: 36 150 rozhodčí: Luis Paulino Siles |

|                               |     | Penaltový rozstřel           |  |
| Popoca Kita Ademir Andre Luis | 4–2 | Wilson Mitchell Sweeney Gray |  |

| 6. srpna 1984 19:00                                     |        |                          |                                                           |
| Jugoslávie                                              | 5 : 2  | SRN                      | Rose Bowl, Pasadena diváci: 58 439 rozhodčí: Jorge Romero |
| Cvetković 21', 58', 70' Radanović 27' Gračan 46' (pen.) | Report | Bommer 1' Bockenfeld 28' | Rose Bowl, Pasadena diváci: 58 439 rozhodčí: Jorge Romero |

### Semifinále
| 8. srpna 1984 18:15                             |                |                           |                                                                      |
| Francie                                         | 4 : 2 (prodl.) | Jugoslávie                | Rose Bowl, Pasadena diváci: 97 451 rozhodčí: Antonio Márquez Ramírez |
| Bijotat 7' Jeannol 15' Lacombe 106' Xuereb 119' | Report         | Cvetković 63' Deverić 74' | Rose Bowl, Pasadena diváci: 97 451 rozhodčí: Antonio Márquez Ramírez |

| 8. srpna 1984 20:30 |                |                               |                                                                  |
| Itálie              | 1 : 2 (prodl.) | Brazílie                      | Stanford Stadium, Palo Alto diváci: 83 642 rozhodčí: David Socha |
| Fanna 62'           | Report         | Gilmar Popoca 53' Ronaldo 95' | Stanford Stadium, Palo Alto diváci: 83 642 rozhodčí: David Socha |

### O 3. místo
| 10. srpna 1984 19:00   |        |                    |                                                              |
| Jugoslávie             | 2 : 1  | Itálie             | Rose Bowl, Pasadena diváci: 100 374 rozhodčí: Brian McGinlay |
| Baljić 59' Deverić 81' | Report | Vignola 27' (pen.) | Rose Bowl, Pasadena diváci: 100 374 rozhodčí: Brian McGinlay |

### Finále
| 11. srpna 1984 19:00   |        |          |                                                          |
| Francie                | 2 : 0  | Brazílie | Rose Bowl, Pasadena diváci: 101 799 rozhodčí: Jan Keizer |
| Brisson 55' Xuereb 60' | Report |          | Rose Bowl, Pasadena diváci: 101 799 rozhodčí: Jan Keizer |

## Medailisté
| Zlato   | Francie    |
| Stříbro | Brazílie   |
| Bronz   | Jugoslávie |